# Probatiomimus melzeri
Probatiomimus melzeri är en skalbaggsart som beskrevs av Schwarzer 1931. Probatiomimus melzeri ingår i släktet Probatiomimus och familjen långhorningar. Inga underarter finns listade i Catalogue of Life.